# Герб Пампільози-да-Серри
Ге́рб Пампільо́зи-да-Се́рри — офіційний символ містечка Пампільоза-да-Серра, Португалія. Використовується як територіальний герб. У чорному щиті дві схрещені золоті оливкові гілки, перев'язані в основі червоною стрічкою. У главі щита три золоті бджоли у ряд. Низ щита перетятий двома срібними і двома синіми хвилястими смугами. Щит увінчує срібна мурована містечкова корона з чотирма вежами.  Під щитом біла стрічка, на якій великими літерами напис португальською: «vila de Pampilhosa da Serra» (містечко Пампільоза-да-Серра).  Офіційно затверджений 6 лютого 1932 року.  

## Галерея

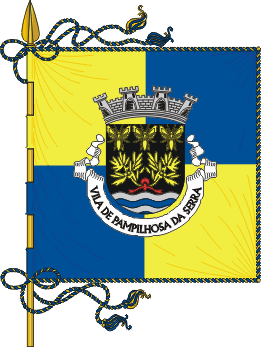
Прапор